# Argobba (woreda spécial, Afar)
Pour les articles homonymes, voir Argobba.
Argobba (ou Argoba) est un woreda de la région Afar, en Éthiopie. Il tient son nom de sa principale population, les Argobba. Son statut de woreda spécial le rattache directement à la région Afar. Il compte 21 794 habitants en 2007.

## Situation
Situé au sud-ouest de la région Afar, le woreda spécial Argobba est entouré par la zone Gabi de la région Afar à l'est et par la zone Semien Shewa de la région Amhara à l'ouest.
Ses voisins les plus proches sont les woredas Simurobi, Dulecha et Awash Fentale dans la région Afar et les woredas Termaber, Ankober, Asargit et Berehet dans la région Amhara.
Argobba se trouve au bord des hauts plateaux abyssins au dessus de la vallée de l'Awash.
Son chef-lieu, Gachine ou Gachene, est desservi par la route Ankober-Dulecha, environ 25 km à l'est d'Ankober et une douzaine de kilomètres à l'ouest de Dulecha.

## Histoire
Après 1991, l'organisation démocratique nationale Argoba était basée à Gachine.

## Population
Au recensement 2007, le woreda spécial Argobba compte 21 794 habitants et 10 % de sa population est urbaine, la population urbaine se composant des 2 166 habitants de Gachine.
La majorité (83 %) des habitants sont musulmans et 16 % sont orthodoxes.
Avec une superficie de 394 km2[réf. souhaitée], la densité de population du woreda est d'environ 55 personnes par km2 en 2007.